# Heinz Wrobel
Heinz Wrobel (* 2. Dezember 1929 in Berlin; † 24. Mai 2015) war ein deutscher Fernsehjournalist und Nachrichtensprecher.
Heinz Wrobel begann seine journalistische Karriere 1947 als Sprecher der Hörfunk-Nachrichten beim Südwestfunk, für den er 16 Jahre arbeitete. Zum Sendestart des Zweiten Deutschen Fernsehens (ZDF) 1963 arbeitete er in der Abteilung Tagesgeschehen und wurde Nachrichtensprecher der heute-Sendung im ZDF. Bis Januar 1992 blieb er Sprecher dieser Sendung und trat als zu diesem Zeitpunkt dienstältester Nachrichtensprecher des ZDF in den Ruhestand. Insgesamt war er 45 Jahre als Sprecher tätig.
In einer früheren Ehe war Heinz Wrobel mit der ZDF-Ansagerin Mady Riehl verheiratet.